# Wiesława Korzeń
 (juin 2025).
Motif : l'utilisateur qui a apposé ce bandeau n'a pas précisé le motif de la pose.
- Archive Wikiwix
- Bing
- Cairn
- DuckDuckGo
- E. Universalis
- Gallica
- Google
- G. Books
- G. News
- G. Scholar
- Persée
- Qwant
- (zh) Baidu
- (ru) Yandex
- (wd) trouver des œuvres sur Wikidata

| 1. | Préciser le motif de la pose du bandeau. | Précisez le motif de la pose du bandeau en utilisant la syntaxe suivante : {{admissibilité à vérifier\|date=août 2025\|motif=remplacez ce texte par le motif}}                       |
| 2. | Informer les utilisateurs concernés.     | Pensez à avertir le créateur de l'article, par exemple, en insérant le code ci-dessous sur sa page de discussion : {{subst:avertissement admissibilité à vérifier\|Wiesława Korzeń}} |

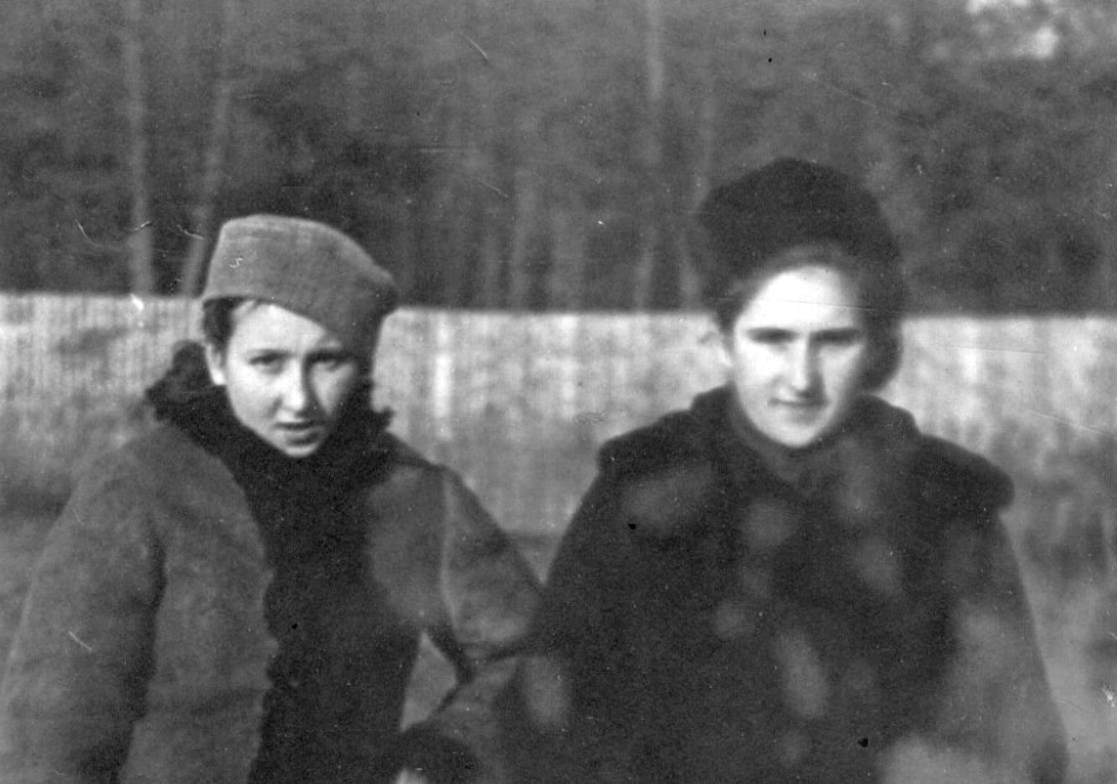
Danuta and Wieslawa

Wiesława Aniela Korzeń (née Siedzik le 17 mars 1927 à Grodno, alors en Pologne, aujourd'hui en Biélorussie, et morte le 29 juin 2004 à Kielce en Pologne) est une comptable et enseignante polonaise.

## Jeunesse
Wiesława est née le 17 mars 1927 à Grodno, dans la maison de son arrière-grand-mère Helena Rzepecka, épouse de Karol Rzepecki. Wiesława et ses sœurs Danuta (1928–1946), et Irena (vers 1931–1978) grandissent dans la maison forestière de Guszczewina, puis à Narewka après la déportation de leur père. 
Son père, Wacław Siedzik, était un forestier envoyé en Sibérie par les autorités tsaristes pour son engagement dans des organisations indépendantistes polonaises. Il est revenu en Pologne en 1923.

## Deuxième Guerre Mondiale
En 1940, son père est arrêté par le NKVD et déporté une nouvelle fois en URSS. En 1941, il rejoint l’armée polonaise du général Władysław Anders et meurt à Téhéran en 1943. Sa mère, Eugenia Tymińska, membre de l’Armia Krajowa, est tuée par la Gestapo en septembre 1943.
Elles fréquentent l’école des sœurs salésiennes à Różanystok jusqu’en 1943, où leur arrière-grand-père, Herman Tymiński, fut prêtre et s’occupa de l’église de 1872 à 1896.
Après l’assassinat de leur mère, Wiesława et Danuta rejoignent l’Armia Krajowa à la fin de 1943 ou au début de 1944. Elles y reçoivent une formation, notamment en soins médicaux.

## Après la Deuxième Guerre Mondiale
En 1950, elle a terminé des études d’économie à l’Académie de Commerce de Szczecin. À cette époque, par l’intermédiaire de son oncle Bruno, elle fit la connaissance de son futur mari, Roman Korzeń, qu’elle épousa par la suite. Ensemble, ils eurent quatre enfants : Danuta Jolanta, Aniela, et des jumeaux, Lech et Janusz. En raison d’une affectation professionnelle décidée par l’État, la famille déménagea dans la région de Sainte-Croix—d’abord à Ostrowiec, puis à Kielce.
Elle enseigne pendant de nombreuses années l’économie au Lycée professionnel no 3 de Kielce, renommé plus tard en hommage à sa sœur Danuta Siedzikówna.
.
Wiesława a également travaillé comme professeure d'économie au Complexe Scolaire Économique Secondaire de Kielce, où elle a reçu la Croix d'Or du Mérite pour ses réalisations remarquables dans l'enseignement et le travail éducatif: «Elle possède 20 ans d’expérience impeccable dans le travail pédagogique. Dans ses activités d’enseignement et d’éducation, elle obtient d’excellents résultats. Impliquée dans des activités sociales au sein de la communauté enseignante.»
Elle était sœur de Danuta Siedzikówna (Cœur pour Inka) et d'Irena Laska, grand-mère de Anna Tertel, cousine de Paweł Hur.

## Distinctions
- Croix d'or du Mérite décernée par la résolution du Conseil d'État du 12 mai 1976[7]
- Distinction du ministère de l'Éducation pour activité pédagogique